# Pivovar Osojno
Pivovar Osojno stával v obci Osojno, dnes části Dražně. Kvůli požáru, který v roce 1620 postihl celou obec, existoval jen 72 let.

## Historie
První písemná zmínka o pivovaru pochází z roku 1548, kdy byl spolu s poplužním dvorem v držení Švamberků. V roce 1580 jej měl ve vlastnictví Jeroným Hrobčický, který ovšem nechával pivo dovážet z Manětína. Obyvatelům se tento postup nelíbil, protože během převozu se kvalita piva výrazně zhoršila. Roku 1620 obec i s pivovarem vyhořela a majitelé panství, hrabata Lažanští, rozhodli o neobnovení pivovaru, a pivo se tak nadále dováželo z Manětína.
Na místě pivovaru dnes najdeme pouze zvlněný terén.